# Quadrisporites
Quadrisporites es un género extinto de algas. La especie Q. horridus se encuentra en el afloramiento Morro do Papaléo en la ciudad Mariana Pimentel, el geoparque Paleorrota. El afloramiento se encuentra en la formación Río Bonito y está fechadaa en el Sakmariense, dentro del Pérmico.